# 킴벌리 윌리엄스페이즐리
킴벌리 윌리엄스페이즐리(영어: Kimberly Williams-Paisley, 1971년 9월 14일 ~ )는 미국의 배우이다. 남편은 가수 브래드 페이즐리이다. 여동생 애슐리 윌리엄스도 배우로 활동하고 있다.

## 출연 작품

### 영화
- Safe House (1998)
- 아미쉬 그레이스 (2010, Amish Grace)
- 애스크 미 애니씽 (2014, Ask Me Anything)
- 앨빈과 슈퍼밴드: 악동 어드벤처 (2015)
- 설득의 신 (2017, Speech & Debate)
- 가질 수 있다면 (2017)
- 크리스마스 연대기 (2018)
- 크리스마스 연대기: 두 번째 이야기 (2020)
- 바이올런트 러브 (2020, The Violent Heart)

### 텔레비전
- 납골당의 미스터리 (1994)
- 킹덤 판타지 (2000)
- 어코딩 투 짐 (2001-09)
- 지미 키멀 라이브! (2004) - 본인
- 보스턴 리걸 (2008)
- 로열 페인스 (2012)
- 내슈빌 (2012-13)
- 두 남자와 1/2 (2014)
- 플래시 (2019)